# Augusta Amherst Austen
Augusta Amherst Austen (2. srpna 1827 Londýn – 5. srpna 1877 Glasgow) byla britská skladatelka a varhanice.

## Životopis
Studovala na Royal Academy of Music. Po většinu své aktivní kariéry byla kostelním varhaníkem, od roku 1844 do roku 1848 v Ealingu a od roku 1848 do roku 1857 v paddingtonské kapli. Složila různé hymny, z nichž jeden, St. Agnes, byl vydán v Church Psalmody Charlese Steggalla (1849).
Provdala se za Thomase Ansteyna Guthrieho krátce poté, co opustila paddingtonskou kapli. Jeden z jejích synů, Thomas Anstey Guthrie se stal známým romanopiscem.